# Listă de scoțieni celebri

Steagul Scoţiei

Această listă de scoțieni celebri conține oameni notabili din Scoția, ordonați astfel:
- o listă de scoțieni după diverse domenii de activitate;
- o listă alfabetică de scoțieni.

| Listă de scoțieni pe domenii                                                                             |
| Conducători • Oameni de știință • Scriitori • Actori • Muzicieni • Arhitecți • Sportivi • Alte categorii |
| Listă alfabetică de scoțieni                                                                             |
| A • B • C • D • E • F • G • H • I • J • K • L • M• N • O • P • Q • R • S • T • U • V • W • X • Y • Z     |
| Vezi și • Note                                                                                           |

### Conducători
- Áedán mac Gabráin
- Aedh al Scoției
- Alexandru al II-lea
- Alexandru al III-lea
- Alexandru I
- Calgacus
- Constantin al II-lea
- Constantin al III-lea al Scoției
- Constantin I
- Culen
- David I
- Donald al II-lea
- Donald al III-lea
- Donald I
- Drest I
- Drest Gurthinmoch
- Dubh
- Duncan al II-lea
- Edgar
- Eochaid
- Fergus Mór
- Galam Cennalath
- Indulf
- Kenneth al II-lea
- Kenneth al III-lea
- Kenneth I
- Llywarch Hen
- Loarn mac Eirc
- Lulach
- Malcolm al III-lea
- Malcolm al IV-lea
- Malcolm I
- Nechtan Morbet
- Owain Mab Urien
- Talorc I
- William I

### Oameni de știință
- Alexander Anderson
- Matthew Baillie
- John Logie Baird
- Alexander Graham Bell
- Charles Bell
- Eric Temple Bell
- James W. Black
- Joseph Black
- David Brewster
- Robert Brown
- David Dunbar Buick
- Edward Thomas Copson
- John Craig
- A. J. Cronin
- William Cruickshank
- William Cullen
- James Dewar
- Dougal Dixon
- James Ferguson
- Alexander Fleming
- John Fleming
- Thomas Graham
- Duncan Farquharson Gregory
- James Gregory
- John Burdon Sanderson Haldane
- James Hector
- John Hunter
- James Hutton
- Robert T. A. Innes
- James Johnstone
- Robert Kerr
- John M. Kosterlitz
- John Law
- John James Rickard MacLeod
- James Clerk Maxwell
- Colin Maclaurin
- Philip Miller
- Robert Morison
- Richard G. Morris
- John Napier
- James Nasmyth
- John Playfair
- John Pringle
- William Ramsay
- William John Macquorn Rankine
- Daniel Rutherford
- Michael Scot
- Adam Smith
- Mary Somerville
- James Stirling
- Robert Stirling
- Fraser Stoddart
- David J. Thouless
- Alexander Todd
- William Wallace
- James Watt

### Scriitori
- Adomnán
- Aneirin
- Iain Banks
- J. M. Barrie
- Eric Temple Bell
- Robert Blair
- William Boyd
- Robert Burns
- George Gordon Byron
- Thomas Carlyle
- Arthur Conan Doyle‎
- A. J. Cronin
- James George Frazer
- Kenneth Grahame
- Philip Kerr
- David Lindsay
- Alistair MacLean
- J. T. McIntosh
- James Macpherson
- Alexander McCall Smith
- Edwin Muir
- Willa Muir
- Aileen Paterson
- Saki
- Walter Scott
- Robert Louis Stevenson

### Actori
- Gerard Butler
- Peter Capaldi
- Robert Carlyle
- Robbie Coltrane
- Sean Connery
- Tom Conti
- Alan Cumming
- James Finlayson
- Isla Fisher
- John Hannah
- Sam Heughan
- Frieda Inescort
- Gordon Jackson
- Deborah Kerr
- Shirley Manson
- James McAvoy
- David McCallum
- Ian McDiarmid
- Paul McGillion
- Ewan McGregor
- Alastair Sim
- Tilda Swinton
- David Tennant
- Emma Thompson
- Erik Thomson
- Steve Valentine
- John Young

### Muzicieni
- Miller Anderson
- Susan Boyle
- Donovan
- Patrick Doyle
- Fish
- Evelyn Glennie
- Grum
- Calvin Harris
- Mark Knopfler
- Annie Lennox
- Lulu
- Amy Macdonald
- Jimmy McCulloch
- Jamie Muir
- Gerry Rafferty

### Arhitecți
- James Adam
- Robert Adam
- William Adam
- Robert Rowand Anderson
- William Bruce
- Charles Cameron
- Colen Campbell
- James Craig
- James Fergusson
- James Gibbs

### Sportivi
- Barry Bannan
- Matt Busby
- Jim Clark
- Pat Crerand
- Kenny Dalglish
- Paul di Resta
- Bob Donaldson
- Johnny Dumfries
- Alex Ferguson
- Duncan Ferguson
- Darren Fletcher
- Dario Franchitti
- George Graham
- Stephen Hendry
- Archie Hunter
- Innes Ireland
- Alex James
- Jimmy Johnstone
- Matthew Kennedy
- Denis Law
- Shaun Maloney
- Alex Massie
- Allan McNish
- Ally McCoist
- David McKenna
- David Moyes
- Andy Murray
- David Murray
- George Ramsay
- John Neilson Robertson
- Archie Scott Brown
- Bill Shankly
- Jock Stein
- Ian Stewart
- Jackie Stewart
- Leslie Thorne
- Sandy Turnbull

### Alte categorii
- Sfântul Columba
- Bill Forsyth
- David Livingstone
- Sir Alexander Mackenzie
- Paul McGuigan
- Mungo Park
- John McDouall Stuart
- Sfântul Ninian
- Keith O'Brien

## Listă alfabetică de scoțieni

### A
- James Adam
- Robert Adam
- William Adam
- Áedán mac Gabráin
- Aedh al Scoției
- Alexandru al II-lea
- Alexandru al III-lea
- Alexandru I
- Alexander Anderson
- Miller Anderson
- Robert Rowand Anderson
- Adomnán
- Aneirin

### B
- Matthew Baillie
- John Logie Baird
- Iain Banks
- Barry Bannan
- J. M. Barrie
- Alexander Graham Bell
- Charles Bell
- Eric Temple Bell
- James W. Black
- Joseph Black
- Robert Blair
- William Boyd
- Susan Boyle
- David Brewster
- Robert Brown
- William Bruce
- David Dunbar Buick
- Robert Burns
- Matt Busby
- Gerard Butler
- George Gordon Byron

### C
- Calgacus
- Charles Cameron
- Colen Campbell
- Peter Capaldi
- Robert Carlyle
- Thomas Carlyle
- Galam Cennalath
- Jim Clark
- Robbie Coltrane
- Sfântul Columba
- Arthur Conan Doyle‎
- Sean Connery
- Constantin al II-lea
- Constantin al III-lea al Scoției
- Constantin I
- Tom Conti
- Edward Thomas Copson
- James Craig
- John Craig
- Pat Crerand
- A. J. Cronin
- William Cruickshank
- Culen
- William Cullen
- Alan Cumming

### D
- Kenny Dalglish
- David I
- James Dewar
- Paul di Resta
- Dougal Dixon
- Donald al II-lea
- Donald al III-lea
- Donald I
- Bob Donaldson
- Donovan
- Patrick Doyle
- Drest I
- Drest Gurthinmoch
- Dubh
- Johnny Dumfries
- Duncan al II-lea

### E
- Edgar
- Eochaid

### F
- Fergus Mór
- Alex Ferguson
- Duncan Ferguson
- James Fergusson (arhitect)
- James Ferguson (astronom)
- James Finlayson
- Fish
- Isla Fisher
- Alexander Fleming
- John Fleming
- Darren Fletcher
- Bill Forsyth
- Dario Franchitti
- James George Frazer

### G
- James Gibbs
- Evelyn Glennie
- George Graham
- Thomas Graham
- Kenneth Grahame
- Duncan Farquharson Gregory
- James Gregory
- Grum

### H
- John Burdon Sanderson Haldane
- John Hannah
- Calvin Harris
- Jimmy Hastings
- James Hector
- Stephen Hendry
- Sam Heughan
- Archie Hunter
- John Hunter
- James Hutton

### I
- Indulf
- Frieda Inescort
- Robert T. A. Innes
- Innes Ireland

### J
- Gordon Jackson
- Alex James
- James Johnstone
- Jimmy Johnstone

### K
- Matthew Kennedy
- Kenneth al II-lea
- Kenneth al III-lea
- Kenneth I
- Deborah Kerr
- Philip Kerr
- Robert Kerr
- David Knopfler
- Mark Knopfler
- John M. Kosterlitz

### L
- Denis Law
- John Law
- Annie Lennox
- David Lindsay
- David Livingstone
- Llywarch Hen
- Loarn mac Eirc
- Lulach
- Lulu

### M
- Amy Macdonald
- Colin Maclaurin
- Sir Alexander Mackenzie
- Alistair MacLean
- John James Rickard MacLeod
- James Macpherson
- Malcolm al III-lea
- Malcolm al IV-lea
- Malcolm I
- Shaun Maloney
- Shirley Manson
- Alex Massie
- James Clerk Maxwell
- James McAvoy
- Alexander McCall Smith
- David McCallum
- Ally McCoist
- Ally McCoist
- Jimmy McCulloch
- Ian McDiarmid
- Paul McGillion
- Ewan McGregor
- Paul McGuigan
- J. T. McIntosh
- Drew McIntyre
- David McKenna
- Allan McNish
- Philip Miller
- Robert Morison
- Richard G. Morris
- David Moyes
- Edwin Muir
- Jamie Muir
- Willa Muir
- Andy Murray
- David Murray

### N
- John Napier
- James Nasmyth
- Nechtan Morbet
- Sfântul Ninian

### O
- Keith O'Brien
- Owain Mab Urien

### P
- Mungo Park
- Aileen Paterson
- John Playfair
- John Pringle

### R
- Gerry Rafferty
- George Ramsay
- William Ramsay
- William John Macquorn Rankine
- John Neilson Robertson
- Daniel Rutherford

### S
- Saki
- Michael Scot
- Walter Scott
- Archie Scott Brown
- Bill Shankly
- Alastair Sim
- Adam Smith
- Mary Somerville
- Sharleen Spiteri
- Jock Stein
- Robert Louis Stevenson
- Ian Stewart
- Jackie Stewart
- James Stirling
- Robert Stirling
- Fraser Stoddart
- John McDouall Stuart
- Tilda Swinton

### T
- Talorc I
- David Tennant
- Emma Thompson
- Erik Thomson
- Leslie Thorne
- David J. Thouless
- Alexander Todd
- Sandy Turnbull

### V
- Steve Valentine

### W
- William Wallace
- James Watt
- William I
- Susie Wolff

### Y
- John Young